# Борщ, Виктор Николаевич
Ви́ктор Никола́евич Борщ (9 сентября 1948 — 30 июля 2025) — советский волейболист и волейбольный тренер, игрок сборной СССР (1972—1974). Бронзовый призёр Олимпийских игр 1972, девятикратный чемпион СССР. Нападающий. Заслуженный мастер спорта России, заслуженный тренер РСФСР.

## Биография
Выступал за команды: до 1970 — «Спартак» (Москва), «Динамо» (Москва), 1970—1978 — ЦСКА. Девятикратный чемпион СССР (1970—1978), четырёхкратный обладатель Кубка чемпионов ЕКВ (1973—1975, 1977). В составе сборной Москвы серебряный призёр Спартакиад народов СССР 1971. Двукратный победитель чемпионата дружественных армий (1973, 1978).
В сборной СССР в официальных соревнованиях выступал в 1972—1974 годах. В её составе: бронзовый призёр Олимпийских игр 1972, серебряный призёр чемпионата мира 1974.
С 1979 года Виктор Борщ на тренерской работе. В 1979—1986 — старший тренер мужской команды «Искра»-РВСН (Одинцово). В 1986—1993 — главный тренер женской команды ЦСКА, бронзового призёра чемпионата СССР 1988. С 1993 года работал тренером в командах Германии.
Сыном Виктора Борща является известный российский волейболист и тренер, мастер спорта международного класса Павел Борщ.
Скончался 30 июля 2025 года